# Petr Miloslav Veselský
Petr Miloslav Veselský (1. července 1810 Nový Knín – 9. července 1889 Kutná Hora) byl český dějepisec, archivář a spisovatel. Jakožto první archivář uspořádal archiv v Kutné Hoře.

## Život
Petr Miloslav Veselský se narodil jako první z dvanácti dětí do rodiny krejčího (později venkovského kupce) a ženy v domácnosti. V letech 1821 až 1824 studoval na hlavní piaristické škole v Praze, kde se vzdělal v oblasti hudby a naučil se také hrát na několik hudebních nástrojů.
Roku 1824 byl donucen k návratu ze studií z důvodu nečekaného úmrtí otce. V této době začal vypomáhat místnímu učiteli s výukou mladších žáků. V letech 1826 a 1827 absolvoval v Praze učitelskou přípravku. Nejprve působil jako podučitel v Ledči nad Sázavou, v třicátých letech přešel na ústav hluchoněmých do Prahy, kde vyučoval český jazyk. Ve svém oboru se stal velice uznávanou osobou, dokonce mu bylo nabídnuto pracovat ve Filadelfii či Uhrách.
V roce 1841 odešel Veselský do Kutné Hory. Tam se stal, na přímluvu J. K. Tyla, ředitelem kúru. V Kutné Hoře se začal se stal také povídkářem, redaktorem almanachů a místních časopisů, příležitostným hudebníkem a ředitelem různých divadelních a zpěváckých spolků. Psal do mnoha tehdejších časopisů, jako byly Krameriovo Večerní vyražení, Květy (pod pseudonymem Novoknínský) nebo Včela (pod pseudonymem Sekytský). Mezi jeho přátele patřilo mnoho význačných literátů. Například šlo o Jana Karla Škodu, Karla Havlíčka Borovského (hlavně během jeho kutnohorského pobytu) nebo Josefa Kajetána Tyla.
V Kutné Hoře se seznámil s Josefem Jaromírem Štětkou, pozdějším kutnohorským starostou. Štětkovi pomohl se založením kutnohorského ochotnického divadla nebo městské knihovny. Pro ochotníky překládal divadelní hry (např. Manžel mé manželky, veselohra „Zahanbená žárlivost“ či činohra „Účetní rada a jeho dcery“) a obstarával hudební doprovod. V roce 1846 založil první kutnohorský mužský pěvecký sbor.
Vzhledem ke své orientaci na historická témata byl jmenován roku 1845 městským archivářem. Za úkol měl uspořádat a zpracovat historické písemnosti města. Archiválie pečlivě studoval a jeho poznatky získané z nich se staly podkladem pro některá jeho pozdější historická díla.

## Dílo
Mezi jeho nejvýznamnější díla patří:
- Pánové Dačičti z Heslova od jich počátku až na naše doby vůbec, jakož i Mikuláš Dačický z Heslova a jeho literárni činnost' zvlášť
- Památná kostnice sedlecká s chrámem "Všech Svatých"
- Horník: almanach na rok 1845
- Karla Havlíčka kutnohorský pobyt a porotní soud, konaný 12. listopadu 1851
- Královské horní město Hora Kutná: úplný děje- a místopis
- Persekuce Hory Kutné po bitvě bělohorské